# 大国重器
《大国重器》是中国中央电视台制作并播出的一部以记录中华人民共和国装备制造业创新发展历史的大型高清工业电视纪录片。据摄制组介绍，本片是为纪念国务院《关于抓紧研制重大技术装备的决定》颁布30周年，由工业和信息化部委托中央电视台拍摄。2013年11月5日在唐山中国北车唐车公司举行开播仪式，11月6日起在中央电视台财经频道晚间黄金时段首播，因收视率出色，11月27日起在中央电视台综合频道晚间十点半档的“魅力纪录”栏目再次播出。

## 简介
作为中国第一部宣传中国装备制造业的大型电视纪录片，本片尽管也有政府官员与企业高管的镜头，但仍充满了浓厚的人文情怀，不仅纪录大国重器研制、生产本身，且将更多的镜头对准了生产一线的工程师与技术工人，通过人物故事和制造细节，真实记录了几十位有名有姓的中国工程师、技术工人在挑战制造极限、攻克技术难关中所付出的艰辛与创造性贡献，真实记录了他们的智慧、生活和梦想，鲜活地讲述了充满中国智慧的机器制造故事，再现了中国装备制造业从小到大，从中国制造升级为中国创造，到赶超世界先进水平背后的艰辛历程。

## 分集
| 集数   | 名称     | 涉及的企业（工程） |
| ------ | -------- | --- |
| 第一集 | 国家博弈 | 中国瓮福集团（全球最大磷肥装置的选矿项目、氟化氢技术）、振华重工（港机、深水钻井平台、海上浮吊）、湘潭电机厂（300吨矿山电动轮自卸车）                               |
| 第二集 | 国之砝码 | 沈鼓集团（百万吨乙烯装置的心脏裂解气压缩机组）、大连光洋集团（高端精密数控机床）、徐工集团（全地面起重机、3600吨履带式起重机）                                      |
| 第三集 | 赶超之路 | 中国北车唐车公司（宽体客车、CRH3动车组）、北京第一机床厂（数控铣床）、沪东中华集团（LNG船制造技术）                                                                 |
| 第四集 | 智慧转型 | 山推集团（900吨大马力推土机）、陕鼓集团（转型作能量转换的系统服务商和总包商、远程监控诊断）、沈阳机床集团（“飞扬”智能操作系统）                                     |
| 第五集 | 创新驱动 | 济二机床（大型快速智能冲压生产线）、上海电气集团（120万千瓦超超临界汽轮机、大型船用曲轴）、双良集团（溴化锂制冷机、智能化锅炉、立体停车设备等产品的国家及行业标准） |
| 第六集 | 制造强国 | 沈阳新松（移动机器人）、无锡叶片（发电站叶片）、正泰集团（太阳能设计）                                                                                              |

## 香港播放
香港無綫電視在2020年9月2日至2020年10月7日逢星期三至五下午6時在翡翠台及下午11時在無綫財經·資訊台播映，由李偉達旁白，由新聞及資訊部負責製作，節目亦曾為無綫財經·資訊台的2019無綫節目巡禮推介節目之一。

## 评价
- 工业和信息化部装备工业司司长张相木：“发展装备制造业是一项必须长期坚持的重要国策，《大国重器》将进一步激励当代装备人传承几代人的希冀与梦想，为把我国建设成为装备制造业强国，再创辉煌。”[4]

- 本片播出后受到网友热捧，“《大国重器》代表了中国工业化高端领域的突破和努力，这种工业精神是可贵的。”“大半夜看得热泪盈眶，平凡踏实又追求卓越的普通人才是中国的脊梁。”[2]